# منظمة الإحسان
الإحسان هي منظمة إنسانية يهودية مقرها في سراييفو عاصمة البوسنة والهرسك. خلال حصار سراييفو في التسعينات قدمت المنظمة المساعدة الطبية والحصص الغذائية والخدمات التعليمية للأشخاص المحاصرين في المدينة.

## التاريخ
يعود تاريخ المجتمع اليهودي في البوسنة والهرسك إلى القرن الخامس عشر عندما وجد اليهود السفارديم الفارين من محاكم التفتيش الإسبانية ملجأ في منطقة البلقان التي احتلها العثمانيون. ازدهرت الجالية اليهودية في البوسنة والهرسك حيث أقامت علاقات جيدة مع الجماعات الدينية الأخرى في المنطقة.
يبدأ تاريخ منظمة الإحسان في عام 1892 بعد احتلال الإمبراطورية النمساوية المجرية للبوسنة والهرسك. جلب الاحتلال معه اليهود الأشكناز المتعلمين من أجزاء أخرى من الإمبراطورية. كان الهدف الأصلي لمنظمة الإحسان هو تجميع الأموال حتى يتمكن الطلاب اليهود البوسنيون من الالتحاق بجامعات أفضل في أجزاء أخرى من الإمبراطورية. نظرا لأن مستويات معاداة السامية كانت أقل نسبيا في البلقان منها في أجزاء أخرى من الإمبراطورية عاد العديد من الطلاب إلى سراييفو بعد دراستهم الجامعية مما ساعد على نمو المنظمة على المدى الطويل. واصلت المنظمة تشجيع التعليم وافتتحت ما يمكن أن يكون أكبر مكتبة عامة في سراييفو.
قضت الحرب العالمية الثانية على الجالية اليهودية في سراييفو والبوسنة والهرسك ككل. بعد إنشاء جمهورية يوغوسلافيا الاشتراكية الاتحادية في عام 1945 تم حظر المنظمات الدينية مثل منظمة الإحسان. على الرغم من هذا الحظر استمر المجتمع في أنشطة مماثلة لأنشطة منظمة الإحسان ولكن على نطاق أكثر علمانية.
أتاح سقوط الاشتراكية فرصة للجالية اليهودية في البوسنة والهرسك لإعادة إطلاق المنظمة. في عام 1991 أعيد تشكيل منظمة الإحسان بهدف «مشاركة والاحتفاء بثراء وتنوع الثقافة البوسنية اليهودية» مع بقية المجتمع. عام 1992 جلب معه الاحتفال والمأساة. تمكنت المنظمة من الاحتفال بالذكرى المئوية لتأسيسها لكن الصراعات الإقليمية بدأت تصل إلى البوسنة.

### خلال الحرب
حتى قبل أن يبدأ الصراع بشكل جدي في البوسنة والهرسك استعدت منظمة الإحسان للأسوأ. عند سماع أن المرضى المسنين في دوبروفنيك لم يتمكنوا من الحصول على الدواء بسبب الحرب في كرواتيا بدأت المنظمة في تخزين الأدوية والطعام بفترة صلاحية طويلة. عندما بدأ قصف المدينة في مايو 1992 لجأ الكثير من الناس في المدينة إلى كنيس المدينة حيث كان الناس خائفين ولم يكن لديهم مكان آخر يذهبون إليه.
استفادت الجالية اليهودية في البوسنة والهرسك من حالتين مختلفتين. أولا تمكنوا من استخدام وضعهم المحايد لحماية الناس من جميع المجموعات العرقية الأخرى في المدينة. بالإضافة إلى ذلك استفادوا من الناحية اللوجستية. في حين أن العديد من منظمات المساعدة الإنسانية الأخرى لديها إمداداتها خارج المدينة ولم تتمكن من إعادتها إلى ما بعد الحصار استخدمت منظمة الإحسان صالة الألعاب الرياضية في الكنيس لتخزين الإمدادات مما يجعلها واحدة من الأماكن القليلة التي يمكن فيها توفير الطعام والإمدادات يمكن العثور عليها بعد نهب جميع المتاجر.
أثناء الحصار كان للتنظيم العديد من الأدوار. افتتحت منظمة الإحسان ثلاث صيدليات في المدينة. تم افتتاح عيادة في مركز الجالية اليهودية لمعالجة المرضى والمصابين. تم تنظيم مطبخ حساء غير طائفي والذي قدم 320 وجبة في اليوم 7 أيام في الأسبوع. قدمت المنظمة برامج تعليمية وثقافية للمواطنين المحاصرين بسبب الحصار ودرست دورات في اللغة وعقدت معارض للصحفيين في سراييفو هوليداي إن ونظمت مسابقة ملكة جمال سراييفو. عندما تم قطع خطوط الهاتف والخدمات البريدية أنشأت المنظمة راديو مزدوج المسار للناس للبقاء على اتصال بالعالم الخارجي وعملت مع الصحفيين الدوليين لتلقي الرسائل وتوزيعها.
ومع ذلك لم يكن هذا مجرد جهد يهودي. قدم أشخاص من جميع أنحاء المجتمع دعمهم وخبراتهم للمنظمة أثناء الحصار بغض النظر عن خلفيتهم العرقية أو الدينية.
مع استمرار الحصار عملت المنظمة مع لجنة التوزيع الأمريكية اليهودية المشتركة للسماح لقوافل المدنيين بالفرار من المدينة والسفر إلى مناطق سلمية. ساعد جاكوب فينشي أحد قادة منظمة الإحسان في تزوير وثائق سفر الصرب والكروات والمسلمين في المدينة بحيث يتم إدراجهم على أنهم يهود في وثائق سفرهم وبالتالي يهربون من المدينة بأمان. في النهاية ساعدت منظمة الإحسان أكثر من 2000 شخص على الهروب من سراييفو أثناء الحصار.

## منظمة الإحسان اليوم
بعد الحرب أنهت المنظمة ببطء عملها الإنساني بإغلاق صيدلياتها وإنهاء مطبخ الحساء وتحويل برامجها التعليمية إلى برامج تدريب وظيفي. من خلال العمل مع البنك الدولي والمفوضية السامية للأمم المتحدة لشؤون اللاجئين وحكومة الولايات المتحدة طورت المنظمة برنامجا للقروض الصغيرة بتقديم قروض تصل إلى 10000 مارك بوسني قابل للتحويل إلى الشركات الصغيرة. اعتبارا من عام 2012 حقق برنامج الائتمان الأصغر معدل سداد 97٪.
كما تقدم المنظمة خدمات العناية المنزلية للمسنين في البوسنة والهرسك. بمساعدة لجنة التوزيع الأمريكية اليهودية المشتركة تقدم المنظمة الرعاية لـ 100-400 شخص مرتين إلى ثلاث مرات في الأسبوع وتعمل ليس فقط في سراييفو ولكن في موستار وزينيتسا ودوبوي وبانيا لوكا وتوزلا.

## مؤسسة راديو الإحسان للأدوات الإنسانية
في عام 2002 مستوحاة من منظمة الإحسان أسس مجموعة من المتخصصين في مجال الإعلام في هولندا المنظمة غير الحكومية مؤسسة راديو الإحسان للأدوات الإنسانية وهي منظمة تنتج المسلسلات الإذاعية بالإضافة إلى برامج وثائقية وتعليمية في رواندا وجمهورية الكونغو الديمقراطية وبوروندي من أجل تمكين الأشخاص المستهدفين بالعنف بدافع الكراهية.